# Deathloop
Deathloop est un jeu vidéo d'action-aventure développé par le studio Arkane Studios et édité par Bethesda Softworks. Il est sorti le 14 septembre 2021 sur PlayStation 5 et sur Microsoft Windows et le 20 septembre 2022 sur Xbox Series.
Il remporte deux prix aux Game Awards 2021, et cinq récompenses aux Pégases 2022 dont celle du meilleur jeu.

## Histoire
Colt Vahn (Jason E. Kelley), personnage incarné par le joueur, est prisonnier sur l'île de Blackreef. Pour en sortir et briser la boucle temporelle, il devra tuer en une journée huit assassins se faisant appeler les Visionnaires : Julianna Blake, le Dr Wenjie Evans, Aleksis « The Wolf » Dorsey, Fia Zborowska, Ramblin' Frank Spicer, Egor Serling, Harriet Morse et Charlie Montague. Il doit particulièrement se méfier de Juliana Blake, chargée par les Visionnaires de le tuer et donc de protéger la boucle.

## Système de jeu
Deathloop est un jeu de tir à la première personne d'action-aventure dans lequel le joueur prend le contrôle de Colt. Le personnage se trouve dans un monde semi-ouvert composé de quatre quartiers dans lequel il peut suivre son propre chemin. Le but principal du joueur est de briser la boucle temporelle dans laquelle son personnage se trouve. Pour ce faire, il doit éliminer tous les Visionnaires au cours d'une même boucle.
La boucle recommence lorsque le personnage meurt ou si la journée se termine. Cette dernière est découpée en quatre périodes : matin, midi, après-midi et soir. Le changement de période se produit lorsque le personnage change de quartier où si le joueur décide de faire passer le temps dans le menu de sélection des missions. La présence de certains personnages, le déroulement de certains évènements ainsi que l'accès à certains lieux sont liés à la période actuelle.
Le joueur peut porter jusqu'à trois armes : pistolets, mitraillettes, fusils à pompe, fusils de précision ainsi que des grenades. Ces armes possèdes plusieurs niveaux de rareté, et les armes légendaires, trouvées sur les Visionnaires, ont des bonus spécifiques. Le joueur a la possibilité de faire preuve de discrétion en se déplaçant furtivement et en tuant des ennemis dans leur dos. Il peut également les marquer, ce qui révèle leurs armes. Grâce à un objet appelé « Hackamajig », le joueur peut pirater d'autres objets comme des tourelles ou des capteurs.
Le joueur peut trouver sur les ennemis des breloques de différents niveaux de rareté, qui sont des améliorations qu'il peut équiper sur lui même ou ses armes pour obtenir divers avantages. Le résiduum est une ressource rare que le joueur collecte sur des objets du décor, et en bien plus grande quantité sur le cadavre des Visionnaires et de Julianna, qui lui sert ensuite à infuser armes, modules et breloques afin de les conserver d'une boucle à l'autre. Colt peut également équiper jusqu'à trois modules lui donnant des pouvoirs spéciaux, dont Reprise, spécifique à Colt et équipé par défaut, qui permet de revenir à la vie deux fois après la mort (le joueur devra récupérer son résiduum à l'endroit où il été tué). Les autres modules, trouvables sur les Visionnaires (qui leur sont là aussi spécifiques) et Julianna, incluent Transposition, qui offre une téléportation sur de courtes distances ; Nexus, reliant plusieurs ennemis pour partager les dégâts ; Karnesis, permettant de projeter les ennemis dans les airs ; Éther, rendant le joueur invisible ; Chaos, augmentant les dégâts infligés et réduisant ceux subis. Chaque module peut être amélioré avec deux breloques spéciales pour augmenter son efficacité.
Contrôlé par l'intelligence artificielle ou par un autre joueur en ligne, le personnage de Julianna peut apparaitre par surprise et attaquer le joueur. Son apparition enclenche le verrouillage des tunnels qui peuvent uniquement être débloqués en piratant l’antenne de radio de la carte. Le module spécifique de Julianna, Mascarade, lui permet de prendre l'apparence de n'importe quel personnage non-joueur.

## Développement
Deathloop est développé par le studio lyonnais Arkane Studios, connu notamment pour la franchise Dishonored. Le jeu est officialisé à l'E3 2019 lors de la conférence de Bethesda. À l'occasion d'un événement PlayStation en juin 2020, du gameplay est montré tandis que le jeu est annoncé pour fin 2020 sur PC et PlayStation 5. Il est cependant repoussé peu après au deuxième trimestre 2021. Il a ensuite été annoncé qu'il devait sortir le 14 septembre 2021. Le jeu est présenté lors de l'événement Jeux Made in France sur Twitch durant le week-end d'Halloween en 2020.
Le 21 septembre 2020, Microsoft annonce le rachat de Zenimax Media, maison-mère de Bethesda. Toutefois, Phil Spencer déclare que cela n'affecterait pas Deathloop et que le jeu restera une exclusivité console PlayStation 5 pendant un an avant une sortie sur consoles Xbox Series. Le 15 septembre 2022, le jeu est alors officialisé sur Xbox Series pour une sortie au 20 septembre.
Le cadre du jeu, Blackreef, se base sur la région des Highlands apparue dans le film Skyfall ainsi que sur les Îles Féroé,. Le style visuel empreinte quant à lui aux Swinging Sixties,. Le directeur artistique explique cette démarche : « [...] nous voulions trouver l’inspiration dans les années 60 [...] imaginées et créées en 2020 ou 2021 ». L'équipe artistique s'inspire ainsi d'œuvres contemporaines montrant cette époque, comme le film The Man from UNCLE (2015) de Guy Ritchie. Pour éviter de reprendre l'aspect « déprimant » de Dishonored, l'équipe a utilisé des couleurs et des motifs vifs pour donner à l'île une atmosphère de fête sans fin. Elle s'inspire ainsi du film Point Blank (1967) et d'une scène de L'Homme des Hautes Plaines (1973). 
Le film s'inspire également de plusieurs films de science-fiction comme la trilogie Retour vers le futur (1985-1990),  Groundhog Day (1983), The Fourth Dimension (en) (2012), Edge of Tomorrow (2014) ou encore La Colle (2017).
L'apparence de Colt s'inspire fortement du personnage de Denzel Washington dans Le Livre d'Eli (2010), tandis que ses motivations sont basées sur le personnage de Snake Plissken du film Escape from New York (1981) de John Carpenter.

## Accueil
Deathloop est « l'un des meilleurs jeu de l'année 2021 » d'après GamesRadar+ et IGN.

### Récompenses
Deathloop reçoit deux prix lors des Game Awards 2021 : meilleure réalisation et meilleure direction artistique. Avec neuf nominations, il est aussi le jeu le plus nommé des Game Awards 2021.
Le jeu reçoit également cinq récompenses lors de la cérémonie des Pégases 2022 : meilleur jeu, excellence visuelle, meilleur game design, meilleur univers de jeu et le Pégase du public,.

## Relation avecDishonored
Deathloop est, en quinze ans, le premier jeu non lié à la série Dishonored développé par la branche lyonnaise d'Arkane Studios. Bien qu'officiellement présenté comme totalement indépendant des mondes précédemment explorés par Arkane, des joueurs ont repéré certains détails laissant à penser que cette nouvelle histoire se situe dans le même univers que celui des aventures de Corvo et d'Emily : en plus de proposer des pouvoirs tels que la téléportation ou la manipulation mentale, directement extraits de Dishonored 2, apparaissent dans Deathloop des « pistolets de duel anciens » dont le modèle paraît tout droit tiré des mains des protagonistes et des gardes des jeux précédents. Enfin, la contrée de Tyvia, à laquelle il est fait plusieurs fois référence dans la diégèse des jeux Dishonored sans que le joueur ne la visite jamais, est également mentionnée comme étant proche de l'île sur laquelle se déroule Deathloop, Blackreef, dans des documents internes à Arkane et auxquels des joueurs ont eu accès après une fuite de données.